# Eva Perales
Eva Perales Hervella (Barcelona, 8 de marzo de 1973) es una periodista y mánager musical española. Es conocida por su participación como jurado en los programas de televisión Factor X, de Cuatro, y Operación Triunfo 2011, de Telecinco.

## Biografía
Licenciada en Ciencias de la Información por la Universidad Autónoma de Barcelona. Comenzó a trabajar de periodista en Radio Nacional de España, en un programa presentado por Pepa Fernández, y posteriormente dirigió y presentó un programa musical sobre folk y música étnica en RNE Cataluña, llamado Sense fronteres (Sin fronteras).
Posteriormente se dedicó a la promoción de eventos musicales y grandes espectáculos, organizando y coordinando los Premios de Música para la Empresa Sold Out, y estando al frente de la coordinación de prensa del Musical “El hombre de la Mancha”. En 1999 se instaló en Madrid para dedicarse a la producción musical, organizando conciertos y giras por España de artistas internacionales. Desde L.A. Rock Entertainment, se ha encargado del management, entre otros, de El Canto del Loco, La Quinta Estación, Falling Kids, Manu Tenorio o la Casa Rusa. Ha colaborado en las giras de David Bisbal, La Oreja de Van Gogh, Ricky Martin, Amaral, Melendi, El Barrio, Antonio Orozco y un largo etcétera. Además, ha sido la encargada de la formación y coordinación de festivales musicales en España (Fortuna Full music, Planeta Terra, Festival MTV Day, Conciertos Movistar…).
En 2006, sin dejar su faceta como productora, regresó a la radio para presentar un programa musical en Radio Círculo y en 2007 y 2008 participó como jurado en las 2 ediciones del programa de televisión Factor X, para Cuatro. En 2009 se convirtió en la directora del proyecto de distribución musical y sello discográfico Blusens Music, de la empresa tecnológica Blusens. En 2010 formó parte del jurado de casting durante la selección de los participantes de Operación Triunfo. Formó parte del jurado de las galas de Operación Triunfo 2011.
Desde 2015 forma parte del jurado del concurso musical Oh Happy Day en la Televisión de Galicia.
- Datos: Q3393188